# Равали
Окръг Равали (на английски: Ravalli County) е окръг в щата Монтана, Съединени американски щати. Площта му е 6216 km², а населението - 42 563 души (2017). Административен център е град Хамилтън.